# Videojuego de guerra

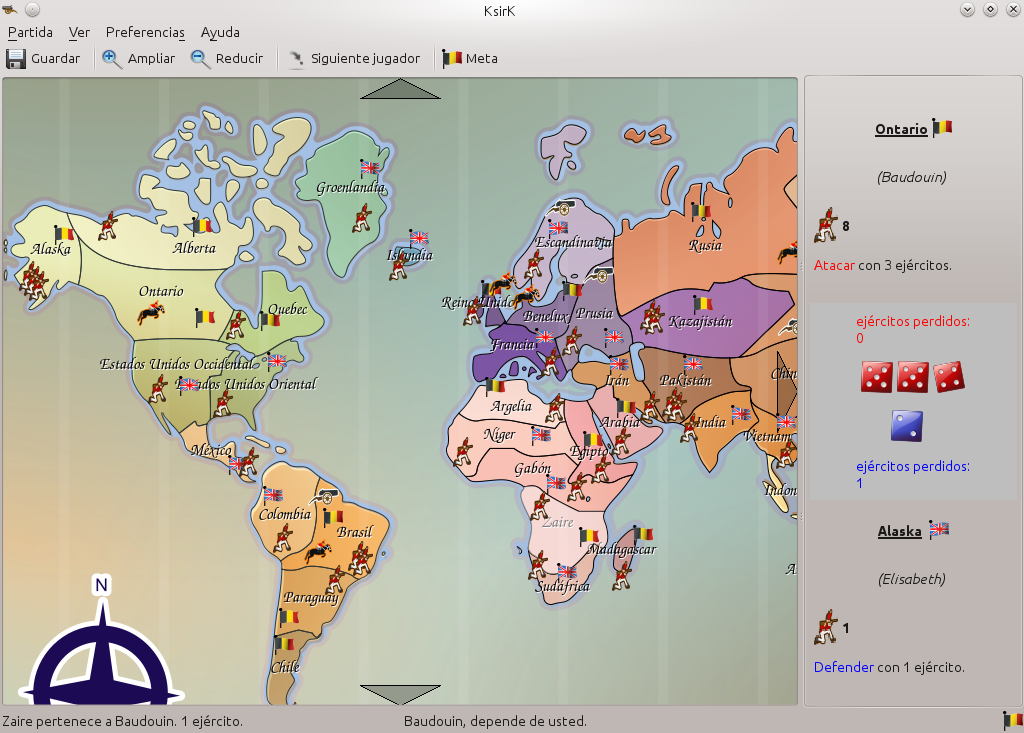
KsirK, un videojuego libre inspirado en los lineamientos de los juegos de guerra de mesa.

Los videojuegos de guerra son un subgénero de los videojuegos de estrategia cuyos principales componentes son guerras tácticas o estratégicas en un mapa y una exactitud histórica respecto a los hechos que se representan en el videojuego.

## Historia
La industria de los videojuegos ha evolucionado con una mínima referencia a los juegos de mesa, así que el término juego de guerra no es usado tradicionalmente en el contexto de los videojuegos. Sin embargo, la comunidad de juegos de guerra vio las posibilidades de los videojuegos e hizo intentos de entrar en el mercado.
Strategic Simulations, Inc. (SSI) y Strategic Studies Group (SSG) fueron empresas de videojuegos que se especializaban en juegos que tomaban ideas de los juegos de guerra de mesa y de miniaturas. En febrero de 1980, Strategic Simulations fue el primero en vender un juego de guerra informático serio y profesional, Computer Bismarck.
Estas empresas disfrutaron de cierta popularidad en los 1980 y 1990. TalonSoft se creó en 1995 con un propósito similar, hasta que fue comprado y cerrado por Take-Two Interactive en 2002.
La dirección popular del mercado actual es hacia videojuegos de estrategia en tiempo real como Starcraft y otros. Cabe señalar que estos juegos son estratégicos en el sentido de la jugabilidad, pero tácticos en el sentido militar. Estos son generalmente videojuegos de mucha acción que incluyen un número de conveniencias que mejoran la jugabilidad, pero dejan de lado la realidad.

## Comparación con los juegos de guerra tradicionales
Muchos videojuegos de estrategia contemporáneos pueden considerarse juegos de guerra, en el séntido de que son simulaciones de guerra en algún nivel. La mecánica y el lenguaje tienen poco en común con los juegos de mesa y de miniaturas, pero la temática general es popular. Dicho esto, la mayoría de los videojuegos con una temática de guerra generalmente no son considerados juegos de guerra por los aficionados a los juegos de mesa. Teniendo en cuenta que normalmente los videojuegos incluyen muchos más detalles que los juegos de mesa más complejos, esto podría sonar contraintuitivo, pero la mayoría de los videojuegos de guerra no son tan realistas como sus contrapartes los juegos de mesa.
Los juegos de guerra de mesa son comúnmente categorizados de acuerdo a su escala de confrontación (juego de guerra de gran estrategia, juego de guerra estratégica, juego de guerra operacional, juego de guerra táctica o juego de guerra hombre a hombre). Los calificativos "tiempo real" y "por turnos" no son tenidos en cuenta ya que todos los juegos de mesa son, por necesidad, por turnos. Sin embargo, a veces los videojuegos de guerra son categorizados de acuerdo a su escala de conflicto.